# Samu Manoa
Samu Manoa ( 5. března 1985, Concord) je bývalý americký ragbista, který hrál jako druhořadník a vazač. Za USA odehrál 22 zápasů. Je považován za jednoho z nejlepších amerických ragbistů historie.
Ragby začal hrát od 13 let. Hodně let hrál za amatérský tým San Francisco Golden Gate. V roce 2009 a 2011 s ním vyhrál americkou ligu. V roce 2014 se stal vítězem anglické ligy jako hráč Northamptonu Saints a v roce 2019 znovu vyhrál americkou soutěž, tentokrát s klubem Seattle Seawolves. V sezoně 2013/14 byl v nominaci na nejlepšího ragbistu anglické ligy volenými samotnými hráči ligy.
Zahrál si i ve Francii 3 sezóny a následně byl několik měsíců hráčem velšského Cardiffu Blues. Odehrál dva zápasy za Barbaniens. Kariéru ukončil v roce 2023.

## Klubová kariéra
- 2003 – 2011 SFGG
- 2011 – 2015 Northampton Saints
- 2015 – 2018 Toulon
- 2018 Cardiff Blues
- 2019 – 2023 Seattle Seawolves